# Ґонсави-Жондове-Ніви
Ґонсави-Жондове-Ніви (пол. Gąsawy Rządowe-Niwy) — село в Польщі, у гміні Ястшомб Шидловецького повіту Мазовецького воєводства.
Населення — 412 осіб (2011).
У 1975-1998 роках село належало до Радомського воєводства.

## Демографія
Демографічна структура станом на 31 березня 2011 року:
|          | Загалом | Допрацездатний вік | Працездатний вік | Постпрацездатний вік |
| -------- | ------- | ------------------ | ---------------- | -------------------- |
| Чоловіки | 206     | 40                 | 145              | 21                   |
| Жінки    | 206     | 34                 | 131              | 41                   |
| Разом    | 412     | 74                 | 276              | 62                   |